# Čajevke
Čajevke (Theaceae), biljna porodica drveća i grmlja iz reda vresolikih koja je ime dobila ime po rodu Thea kojem danas ne pripada ni jedna priznata vrsta. U petnaest rodova postoji 370 priznatih vrsta, koje su rasprostranjene pretežno po jugoistočnoj Aziji i Maleziji. Tri roda ove porodice raširene su po jugoistoku Sjedinjenih država, Franklinia (tamošnji endem), Gordonia i Stewartia. Family Ternstroemiaceae je uvrštena u Theaceae; mada,  sistem iz 2009 klasifikuje taj rodu u Pentaphylacaceae.
Poznati kineski čaj priprema se iz zimzelenih listova grma vrste Camellia sinensis, dok se takođe poznati indijski čaj priprema od njegove podvrste Camellia sinensis var. assamica, i tamo ga poznaju pod imenom cha ili chai. Camellia sinensis var. sinensis je sinonim za C. sinensis od koga se proizvodi kineski čaj.

## Porodične osobine
Biljke ove porodice karakterišu jednostavni listovi koji su naizmenično spiralni do distihi, nazubljeni i obično sjajni. Većina rodova ima zimzeleno lišće, ali Stewartia i Franklinia su listopadne. Nazubljene ivice su generalno povezane sa karakterističnim zubom lista teoida, koji je krunisan žlezdastim, listopadnim vrhom. Cvetovi u ovoj porodici su obično ružičasti ili beli, veliki i upadljivi, često sa jakim mirisom. Čašica se sastoji od pet ili više manjih čašica, koje su često zadržane u plodonosnoj fazi, a venčić je peterostruk, retko brojan. Biljke u Theaceae su multistaminate, obično sa 20-100+ prašnika, slobodnih ili priraslih bazi venčića, a takođe su karakteristične zbog prisustva pseudopolena. Pseudopolen se proizvodi iz vezivnih ćelija i ima rebrasta ili kružna zadebljanja. Jajnik je često dlakav i postepeno se sužava u žig, koji može biti razgranat ili rascepljen. Plodišta su obično suprotna od latica, ili sepala u slučaju kamelije. Plodovi su lokulicidne kapsule, neispadljivi plodovi bobičastog oblika ili ponekad nalik na jabuke. Seme je malo i ponekad krilato, ili u nekim rodovima prekriveno mesnatim tkivom ili beskrilno i golo.

## Rodovi
Prema podacima iz marta 2017. godine, Websajt o filogeniji angiosperma prihvata sledeće rodove:
1. [9]
2. [10][11]
3. [12][13]

Fosilni rodovi

## Distribucija
Članovi porodice se nalaze u jugoistočnoj Aziji i Maleziji, tropskoj Južnoj Americi i jugoistočnim Sjedinjenim Državama. Tri roda (Franklinia, Gordonia i Stewartia) imaju vrste koje potiču iz jugoistočnih Sjedinjenih Država, pri čemu je Franklinia tamo endemska, a prema nekim tumačenjima, i Gordonia sa azijskim vrstama koje su ranije bile uključene u taj rod premeštenim su u Polyspora.

## Biohemija
Unutar porodice Theaceae postoji karakteristična hemija. Ponekad su pojedinačni kristali kalcijum oksalata prisutni u biljkama Theaceous. Elaginska kiselina i uobičajeni polifenoli uključujući flavonole, flavone i proantocijanine su široko rasprostranjeni u porodici. Galna kiselina i katehini se javljaju samo u sekti Camellia, TeaThea (C. sinensis, C. taliensis i C. irrawadiensis). Kofein i njegovi prekursori teobromin i teofilin nalaze se samo u sekti Thea i ne nalaze se u drugim vrstama Camellia ili drugih Theaceae. Sadržaj kofeina u žbunu čaja čini 2,5-4% suve težine lista, a ovaj visok sadržaj katehina i kofeina u čajnom grmu rezultat je veštačke selekcije ljudi za ove karakteristike. Triterpeni i njihovi glikozidi (saponini) se široko nalaze u celoj porodici u semenu, lišću, drvetu i kori. Poznato je da biljke u ovoj porodici akumuliraju aluminijum i fluor.

## Ekonomski značaj
Najpoznatiji rod je Camellia, koji uključuje biljku čiji se listovi koriste za proizvodnju čaja (Camellia sinensis). U delovima Azije, druge vrste se koriste kao piće, uključujući'C. taliensis, C. grandibractiata, C. kwangsiensis, C. gymnogyna, C. crassicolumna, C. tachangensis, C. ptilophylla, i C. irrawadiensis. Nekoliko vrsta se široko uzgaja kao ukrasno bilje zbog svog cveća i lepog lišća.

## Galerija slika
- Neidentifikovana vrsta iz eocena, prethodno pripisana rodu

## Literatura
- du Mortier, B.C.J. (1829). Analyse des Familles de Plantes : avec l'indication des principaux genres qui s'y rattachent. 28. Tournay: Imprimerie de J. Casterman.
- Jansen, S.; Watanabe, T.; Caris, P.; Geuten, K.; Lens, F.; Pyck, N.; Smets, E. (2004). „The Distribution and Phylogeny of Aluminium Accumulating Plants in the Ericales”. Plant Biology (Stuttgart). 6 (4): 498—505. Bibcode:2004PlBio...6..498J. PMID 15248133. doi:10.1055/s-2004-820980.
- Judd, W.S.; Campbell, C.S.; Kellogg, E.A.; Stevens, P.F.; Donoghue, M.J. (2002). „Ericales”. Plant Systematics: A Phylogenetic Approach (2nd изд.). Sinauer Associates. стр. 425–436. ISBN 978-0-87893-403-4.
- Smets, E.; Pyck, N. (фебруар 2003). „Ericales (Rhododendron)”. Nature Encyclopedia of Life Sciences. Nature Publishing Group. Архивирано из оригинала 13. 5. 2011. г. Приступљено 23. 3. 2022.
- Arne A. Anderberg; Bertil Stahl; Mari Kallersjo (мај 2000). „Maesaceae, a New Primuloid Family in the Order Ericales s.l.”. Taxon. 49 (2): 183—187. Bibcode:2000Taxon..49..183A. JSTOR 1223834. doi:10.2307/1223834.
- Schönenberger, Jürg; Anderberg, Arne A.; Sytsma, Kenneth J. (2005-03-01). „Molecular Phylogenetics and Patterns of Floral Evolution in the Ericales”. International Journal of Plant Sciences. 166 (2): 265—288. Bibcode:2005IJPlS.166..265S. JSTOR 10.1086/427198. S2CID 35461118. doi:10.1086/427198.
- Harder, A.; Holden–Dye, L.; Walker, R.; Wunderlich, F. (2005). „Mechanisms of action of emodepside”. Parasitology Research. 97: S1—S10. PMID 16228263. doi:10.1007/s00436-005-1438-z. (HTML abstract)
- Mair, V.; Hoh, E. The True History of Tea. 2009. ISBN 978-0-500-25146-1..  Thames & Hudson.  .
- F. Camangi, A. Stefani, T. Bracci, A. Minnocci, L. Sebastiani, A. Lippi, G. Cattolica, A.M. Santoro: Antiche camelie della Lucchesia (Storia, Botanico, Cultura, agronomia novità scientifiche e curiosità; Orto Botanico Comunale di Lucca). Edition ETS; Lucca, 2012. Italian.
- Majumder, Soumya; Ghosh, Arindam; Bhattacharya, Malay (2020-08-27). „Natural anti-inflammatory terpenoids in Camellia japonica leaf and probable biosynthesis pathways of the metabolome”. Bulletin of the National Research Centre. 44 (1): 141. ISSN 2522-8307. doi:10.1186/s42269-020-00397-7 .
- RHS A-Z encyclopedia of garden plants. United Kingdom: Dorling Kindersley. 2008. стр. 1136. ISBN 978-1405332965.
- „RHS Plant Selector Camellia 'Cornish Snow' (cuspidata × saluenensis) AGM / RHS Gardening”. Apps.rhs.org.uk. Архивирано из оригинала 26. 04. 2023. г. Приступљено 2020-04-17.
- „RHS Plant Selector Camellia 'Cornish Spring' (cuspidata × japonica) AGM / RHS Gardening”. Apps.rhs.org.uk. Приступљено 2020-04-17.
- „RHS Plant Selector Camellia 'Francie L' AGM / RHS Gardening”. Apps.rhs.org.uk. Приступљено 2020-04-17.
- „RHS Plant Selector Camellia 'Freedom Bell' AGM / RHS Gardening”. Apps.rhs.org.uk. Приступљено 2020-04-17.
- „RHS Plant Selector Camellia 'Inspiration' (reticulata × saluenensis) AGM / RHS Gardening”. Apps.rhs.org.uk. Архивирано из оригинала 26. 04. 2023. г. Приступљено 2020-04-17.
- „RHS Plant Selector Camellia 'Leonard Messel' (reticulata × williamsii) AGM / RHS Gardening”. Apps.rhs.org.uk. Архивирано из оригинала 26. 04. 2023. г. Приступљено 2020-04-17.
- „RHS Plant Selector Camellia 'Royalty' (japonica × reticulata) AGM / RHS Gardening”. Apps.rhs.org.uk. Архивирано из оригинала 26. 04. 2023. г. Приступљено 2020-04-17.
- „RHS Plant Selector Camellia 'Spring Festival' (cuspidata hybrid) AGM / RHS Gardening”. Apps.rhs.org.uk. Приступљено 2013-04-29.
- „RHS Plant Selector Camellia 'Tom Knudsen' (japonica × reticulata) AGM / RHS Gardening”. Apps.rhs.org.uk. Архивирано из оригинала 26. 04. 2023. г. Приступљено 2020-04-17.
- „Camellia 'Tristrem Carlyon'”. RHS. Приступљено 12. 4. 2020.
- Owens, Simon J., and Martyn Rix. (1995). „Franklinia Alatamaha: Theaceae”. Curtis's Botanical Magazine. 24 (3): 186—89. doi:10.1111/j.1467-8748.2007.00586.x..
- Bartram, William. 1791. Travels Through North & South Carolina, Georgia, East & West Florida,…. James & Johnson: Philadelphia.
- Fry, Joel T. 2000. “Franklinia alatamaha, A History of that ‘Very Curious’ Shrub, Part 1: Discovery and Naming of the Franklinia”, Bartram Broadside, (Spring), p. 1-24.
- Marshall, Humphry. 1785. Arbustrum Americanum. The American Grove, or an Alphabetical Catalogue of Forest Trees and Shrubs, Natives of the American United States, Arranged According to the Linnaean System…, Joseph Cruikshank: Philadelphia.